# Team Skat4AIR
Skate4AIR is een Nederlandse marathonschaatsploeg onder leiding van Versteeg, Bol en Roos.
Bestaansreden van het team is de ontwikkeling van medicijnen tegen cystische fibrose. Daarnaast organiseert Skate4AIR een goede doelentocht op de Weissensee, de Skate4AIR Classic.

## Schaatsers
De volgende langebaanschaatsers maken in seizoen 2015-2016 deel uit van dit team:
- Simon Borsen
- Christiaan Grigoleit
- Axel Koopman
- Roelof Koops
- Peter van de Pol
- Stefan Wolffenbuttel